# Liste von Trilobiten-Forschern
Die Liste von Trilobiten-Forschern führt Wissenschaftler und Sammler auf, die sich um die Erforschung von Trilobiten verdient gemacht haben.

## A
- Gerhard K. B. Alberti (1931–2019), Paläontologe in Hamburg, Trilobiten aus Marokko

## B
- Joachim Barrande (1799–1883), französischer Paläontologe und Ingenieur, Erforscher der Trilobiten Böhmens
- Martin Basse (* 1960), deutscher Trilobitenexperte am Senckenberg-Museum, besonders Devon der Eifel
- Charles Emerson Beecher (1856–1904), US-amerikanischer Paläontologe, Peabody Museum of Natural History der Yale University, Fundstelle sehr gut erhaltener ordovizischer Trilobiten in New York (Beecher’s Trilobite Bed)
- Jan Bergström (1938–2012), schwedischer Paläontologe und Evolutionsforscher, Studien zur frühen Evolution der Arthropoden und besonders Trilobiten.
- Elkanah Billings (1820–1876), kanadischer Paläontologe
- Carsten Brauckmann (* 1947), deutscher Paläontologe, Professor in Clausthal
- Richard G. Bromley (1939–2018), britischer Paläontologe, lehrte an der Universität Kopenhagen, Spezialist für Trilobiten-Spurenfossilien
- David Bruton (* 1939), britischer Paläontologe in Oslo
- Morten Thrane Brünnich (1737–1827), dänischer Zoologe[1]
- Hermann Burmeister (1807–1892), deutscher Naturforscher, veröffentlichte 1843 eine Systematik der Trilobiten

## C
- Brian Chatterton (* 1943), kanadischer Paläontologe
- N. E. Chernysheva, sowjetische Paläontologin und Trilobitenexpertin, wichtige Veröffentlichungen zur Stratigraphie und zu Trilobiten aus dem Kambrium von Sibirien
- John Mason Clarke (1857–1925), Staatspaläontologe von New York, Devon-Spezialist
- Euan Clarkson (1937–2024), schottischer Paläontologe
- Ivo Chlupáč (1931–2002), tschechischer Paläontologe, Trilobiten aus dem Barrandium
- Robin Cocks (1938–2023), britischer Paläontologe, Natural History Museum London, unter anderem Soom-Schiefer

## D
- Johan Wilhelm Dalman (1787–1828), schwedischer Arzt und Entomologe an der Königlichen Akademie der Wissenschaften in Stockholm

## E
- Gregory Edgecombe (* 1964), kanadischer Paläontologe
- Niles Eldredge (* 1943), US-amerikanischer Evolutionsforscher, der mit Stephen Jay Gould 1972 Punktualismus (punctated equilibria) einführte und das an Trilobiten studierte
- Hermann Friedrich Emmrich (1815–1879), hauptberuflich Gymnasiallehrer in Meiningen, auch Geologe

## F
- Richard Fortey (1946–2025), britischer Paläontologe vom Natural History Museum London, Herausgeber des Treatise of Invertebrate Paleontology über Trilobiten, er veröffentlichte auch populärwissenschaftliche Bücher über Trilobiten
- William H. Fritz (1928–2009), USA/Kanada, Stratigraphie und Trilobiten in den USA und Kanada

## G
- Gerd Geyer (* 1956), Professor in Würzburg, unter anderem Kambrium Marokkos

## H
- Winfried Haas (1934–2007), Universität Bonn
- Gerhard Hahn (* 1933), Universität Marburg
- Horacio Harrington (1910–1973), Geologische Landesaufnahme Argentiniens, University of Kansas, besonders Trilobiten aus Argentinien, Mitarbeiter am Trilobitenteil des Treatise on Invertebrate Paleontology.
- Benjamin Franklin Howell (1890–1976), Professor in Princeton, Trilobiten des Kambrium
- Nigel C. Hughes, britisch-US-amerikanischer Trilobitenexperte und Paläontologe, Prof. in Bristol, u. a. Kambrium des Himalaya
- Pierre Hupé (1907–2003), französischer Paläontologe, Trilobiten aus Marokko, Systematik

## J
- James B. Jago, australischer Paläontologe, Trilobiten aus Kambrium und Ordovizium

## K
- Rudolf Kaufmann (1909 bis um 1941), wies Artbildung am Beispiel von schwedischen kambrischen Trilobiten nach.
- Zofia Kielan-Jaworowska (1925–2015), polnische Paläontologin, befasste sich in den 1940ern und 1950ern mit Trilobiten, später mit primitiven Säugern
- Gerald J. Kloc (* 1948), US-amerikanischer Experte für Trilobiten aus New York
- Teiichi Kobayashi (1901–1996), japanischer Paläontologe, Geologe und Zoologe, Trilobiten des Pazifikraums

## L
- Ed Landing (* 1949), Staatspaläontologe von New York, Staatsmuseum von New York, Stratigraphie von Kambrium-Ordovizium von New York
- N. P. Lazarenko, sowjetische Paläontologin, Trilobiten aus dem Kambrium von Sibirien
- E. V. Lermontova (1889–1942), sowjetische Paläontologin, Trilobiten aus dem Kambrium von Sibirien
- Bruce S. Lieberman (* 1966), US-amerikanischer Paläontologe und Evolutionsforscher
- Riccardo Levi-Setti (1927–2018), Physiker der Universität Chicago, Trilobiten Sammler und Paläontologe
- Gustaf Lindström (1829–1901), Kurator am Reichsmuseum in Stockholm, Spezialist für das Silur Gotlands, veröffentlichte 1901 über die Augen von Trilobiten.
- Edward Lhuyd (1660–1709), beschrieb als erster 1699 Trilobiten, ohne diese als eigenständige Tiergruppe zu erkennen
- Rolf Ludvigsen (* 1944), kanadischer Paläontologe, wichtige Studien über kambrische und ordovizische Trilobiten

## M
- George Frederic Matthew (1837–1923), kanadischer Paläontologe, Trilobiten in New Brunswick
- Kenneth J. McNamara (* 1950), britisch-australischer Paläontologe, Forschungsarbeiten zur Evolution von frühen Arthropoden, speziell Trilobiten, und Dinosauriern.
- John Mitchell (1848–1928), australischer Paläontologe und Lehrer, Trilobiten in Australien (New South Wales)
- Roderick Murchison (1792–1871), schottischer Geologe und Paläontologe, führte das Silur ein und verwendete Trilobiten für die Stratigraphie

## O
- Armin Alexander Öpik (1898–1983), estnisch-australischer Paläontologe, Trilobiten aus Estland, Australien

## P
- Allison R. Palmer („Pete Palmer“) (* 1927), US-amerikanischer Geologe und Paläontologe, Spezialist für kambrische Trilobiten und Stratigraphie
- Tatyana V. Pegel, russische Paläontologin, wichtige Veröffentlichungen zur Stratigraphie und über Trilobiten aus dem Kambrium und Ordovizium von Sibirien.
- Peng Shanchi, chinesischer Trilobitenexperte, bedeutende Studien über kambrische und ordovizische Trilobiten aus China, dem Himalaya und Iran.
- O. K. Poletaeva (1900–1982), Paläontologin aus der Sowjetunion, wichtige Arbeiten über Trilobiten aus dem Kambrium und Ordovizium von Sibirien
- Ferdinand Prantl (1907–1971), tschechoslowakischer Paläontologe, Trilobitenexperte, Arbeiten besonders zu silurischen und devonischen Trilobiten aus dem Barrandium (Böhmen).
- Alois Přibyl (1914–1988), tschechoslowakischer Paläontologe, Trilobitenexperte, Arbeiten besonders über devonischen Trilobiten aus dem Barrandium (Böhmen).

## R
- Franco Rasetti (1901–2001), italienisch-US-amerikanischer Physiker und Mitarbeiter von Enrico Fermi, auch Trilobitenexperte
- Percy Raymond (1879–1952), Professor in Harvard
- Lada N. Repina, Paläontologin aus der Sowjetunion bzw. Russland, Trilobitenexpertin, wichtige Veröffentlichungen über Stratigraphie und Trilobiten aus dem Kambrium von Sibirien
- Charles E. Resser (1889–1943), Trilobitenexperte am Smithsonian
- Emma Richter (1888–1956), arbeitete eng mit ihrem Mann Rudolf Richter am Senckenberg-Museum über Trilobiten
- Rudolf Richter (1881–1957), führender deutscher Trilobiten-Forscher und Direktor des Senckenberg-Museums
- Marie Rouault (1813–1881), Franzose, ursprünglich Friseur in Rennes, Fossiliensammler, Trilobiten der Bretagne
- Richard A. Robison (* 1933), US-amerikanischer Paläontologe, Spezialist für frühe Arthropoden, wichtige Studien über Trilobiten aus den USA und Grönland
- A. V. Rozova, Paläontologin aus der Sowjetunion bzw. Russland, wichtige Arbeiten über Trilobiten aus dem Kambrium und Ordovizium von Sibirien
- Adrian W. A. Rushton, britischer Paläontologe, Natural History Museum London, Spezialist für kambrische Trilobiten aus Großbritannien und Skandinavien

## S
- John William Salter (1820–1869), britischer Paläontologe
- Friedrich Schmidt (1832–1908), Akademie der Wissenschaften Sankt Petersburg, Trilobiten vor allem des Baltikums des Silur
- Charles Schuchert (1858–1942), US-amerikanischer Paläontologe, bedeutende Arbeiten zu devonischen und karbonischen Trilobiten und andere Arthropoden aus Nordamerika
- Adam Sedgwick (1785–1873), britischer Geologe, führte Kambrium, Devon ein
- John H. Shergold (1938–2006), britisch-australischer Paläontologe, vor allem Arbeiten über kambrische und ordovizische Trilobiten aus Australien und der Antarktis.
- Milan Šnajdr (1930–1989), tschechoslowakischer Paläontologe, Trilobitenexperte, Arbeiten zu kambrischen und ordovizischen Trilobiten aus dem Barrandium (Böhmen).
- Wolfgang Struve (1924–1997), besonders Devon der Eifel, Senckenberg-Museum
- James Stubblefield (1901–1999), britischer Paläontologe
- Frederick A. Sundberg, US-amerikanischer Paläontologe, bedeutende Arbeiten zu Trilobiten aus den USA und China.
- N. P. Suvorova, Paläontologin aus der Sowjetunion, grundlegende Arbeiten über kambrische Trilobiten aus Sibirien

## W
- Johann Ernst Immanuel Walch (1725–1778), er führte die Bezeichnung Trilobiten ein
- Charles Doolittle Walcott (1850–1927), US-amerikanischer Paläontologe, Spezialist für das Kambrium und Entdecker und Erforscher der Burgess Shale
- Mark Webster, britisch-amerikanischer Paläontologe, Spezialist für kambrische Trilobiten
- Stephen R. Westrop (* um 1952), britisch-US-amerikanischer Paläontologe, Bachelor 1976 an der University of Wales in Swansea, promovierte 1984 an der University of Toronto, Prof. an der University of Oklahoma, Trilobitenexperte, Studien über kambrische und ordovizische Trilobiten aus Nordamerika
- Zhang Wentang (1925–2013), chinesischer Paläontologe, Trilobitenexperte, bedeutende Arbeiten über kambrische und ordovizischen Trilobiten aus China
- Anton H. Westergård (1880–1968), schwedischer Paläontologe
- Harry Blackmore Whittington (1916–2010), britischer Paläontologe und führender Trilobitenforscher sowie Experte der Burgess Shale. Früherer Herausgeber des Trilobiten Bandes des Treatise on Invertebrate Paleontology.

## Y
- Lu Yanhao (1913–2003), chinesischer Trilobitenforscher, grundlegende Arbeiten über kambrische und ordovizische Trilobiten aus China
- Sun Yunzhu (Y. C. Sun) (1895–1979), chinesischer Paläontologe